# Gesundheitsministerkonferenz
Die in der Regel jährlich einmal stattfindende Gesundheitsministerkonferenz (GMK) ist eine Fachministerkonferenz der jeweils amtierenden Gesundheitsminister  und -senatoren der deutschen Bundesländer. Der Bundesgesundheitsminister ist ständiger Gast der GMK. Die erste Gesundheitsministerkonferenz fand 1949 statt.

## Aufgaben
Die GMK dient der Zusammenarbeit und der Koordination der Länderinteressen in gesundheitspolitischen Fragestellungen. Sie befasst sich beispielsweise  mit der Ausgestaltung und Finanzierung der gesetzlichen Krankenversicherung, der ambulanten und stationären Versorgung, der Pflegepolitik, der Gesundheitsförderung und Prävention, den Gesundheitsberufen, der Drogenpolitik wie auch der europäischen Gesundheitspolitik. Der Vorsitz der GMK wechselt jährlich unter den Bundesländern; im Jahr 2025 hat Thüringen den Vorsitz inne.
Die GMK fasst sowohl Beschlüsse auf ihrer jährlichen Konferenz als auch Umlaufbeschlüsse, die alle online abrufbar sind. Bei Bedarf finden Sondergesundheitsministerkonferenzen statt.

## Amtschefkonferenz
Die Gesundheitsministerkonferenz wird einmal jährlich von der Amtschefkonferenz (ACK) vorbereitet, der die Staatssekretäre für Gesundheit und die Staatsräte für Gesundheit der Länder angehören.

## Arbeitsgemeinschaft der obersten Landesgesundheitsbehörden
Die Arbeitsgemeinschaft der obersten Landesgesundheitsbehörden (AOLG) tagt zweimal jährlich und arbeitet der Amtschefkonferenz fachlich zu. Die AOLG setzt sich aus den Leitern der Gesundheitsabteilungen der Länder zusammen. Ständige Gäste sind das Bundesministerium für Gesundheit, das Robert Koch-Institut, das Bundesinstitut für Arzneimittel und Medizinprodukte. Es werden auch Aspekte des gesundheitlichen Verbraucherschutzes gemeinsam mit dem Bundesministerium für Umwelt, Naturschutz, nukleare Sicherheit und Verbraucherschutz besprochen.
Die AOLG hat derzeit zehn Arbeitsgruppen, in denen spezifische Themen beraten werden:
- Rettungswesen
- Suchthilfe
- Umweltbezogener Gesundheitsschutz,
- Gesundheitsberichterstattung, Prävention, Rehabilitation und Sozialmedizin
- Arzneimittel-, Apotheken-, Transfusions- und Betäubungsmittelwesen
- Berufe des Gesundheitswesens
- Psychiatrie
- Infektionsschutz
- Medizinprodukte
- Krankenhauswesen (einschließlich Pflegesatzfragen)

und neu die EU-Arbeitsgruppe (EU-AG).
Die AOLG ist die Nachfolgeorganisation der Arbeitsgemeinschaft der Leitenden Medizinalbeamten der Länder (AGLMB), die von der 70. GMK vom 20./21. November 1997 neu organisiert wurde.

## Weitere Gemeinschaftseinrichtungen
Neben der GMK gibt es weitere Gemeinschaftseinrichtungen der Länder im Gesundheitswesen:
- Akademien für öffentliches Gesundheitswesen
- das Institut für medizinische und pharmazeutische Prüfungsfragen für Ärzte- und Apothekerprüfungen (IMPP)
- die Zentralstelle der Länder für Sicherheitstechnik (ZLS)
- die Zentralstelle der Länder für Gesundheitsschutz bei Arzneimitteln und Medizinprodukten (ZLG)